# Szekirei: Seki-ray
A Szekirei: Seki-ray (鶺鴒〜seki-ray〜; Hepburn: Sekirei〜seki-ray〜 ) Gackt japán énekes kislemeze, mely 2000. március 8-án jelent meg a Nippon Crown kiadónál. Hetedik helyezett volt az Oricon heti slágerlistáján és hat hétig szerepelt rajta.

## Számlista
| #  | Cím                                                                  | Hossz |
| -- | -------------------------------------------------------------------- | ----- |
| 1. | Szekirei: Seki-ray (鶺鴒〜seki-ray〜; Hepburn: Sekirei〜seki-ray〜 ) | 4:17  |
| 2. | Seki-Ray (Instrumental String Arrange)                               | 5:13  |
| 3. | Seki-Ray (Instrumental)                                              | 4:09  |